# Arta contemporană

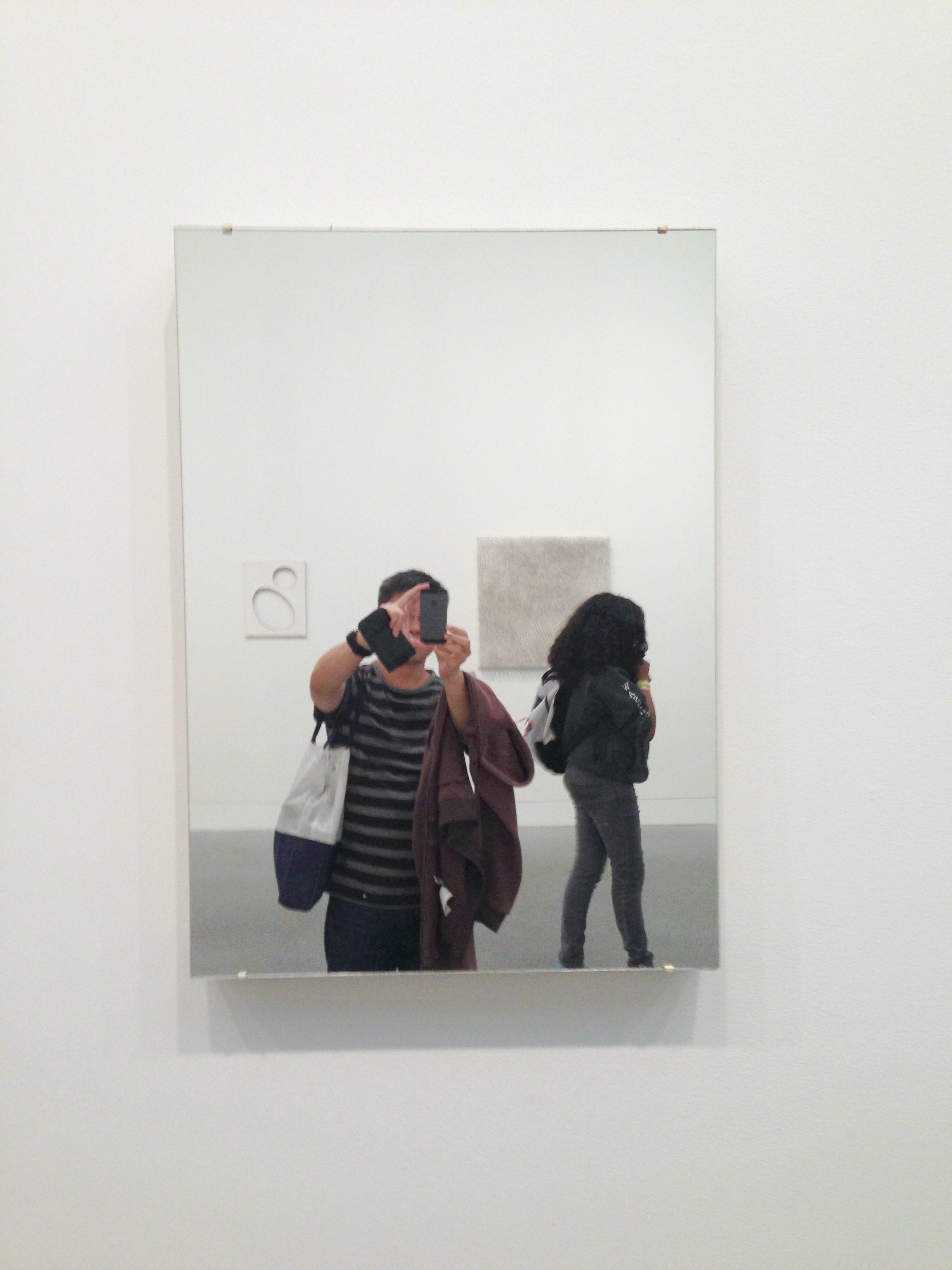
În contextul artei contemporane, această piesă poate fi interpretată ca un comentariu asupra percepției, identității și rolului privitorului în actul artistic. Lucrarea reflectă una dintre temele recurente ale artei conceptuale: implicarea activă a spectatorului și punerea sub semnul întrebării a granițelor dintre artă, obiect și realitate.

Arta contemporană (de la postmodernism până în prezent) este considerată succesoarea artei moderne (perioadă cuprinsă între impresionism și postmodernism). Delimitarea este mobilă și poate avea în vedere puncte de radicalizare a limbajului plastic; cubismul și ulterior arta abstractă răstoarnă modul în care fusese realizată și receptată opera.
Perioada este străbătută de un traseu sinuos al reprezentării 'fotografice', realiste și reprezentarea 'cerebrală', în care este redat mai mult sensul modelului sau sunt explorate fenomene care scapă simțurilor. Astfel, cubismul reclamă că un model are numeroase fațete (oamenii au două urechi, însă portretele realizate din profil 'mint' prezentând modelul doar cu o singură ureche) și prin urmare aceste fațete ar trebui recompuse pe suprafața picturii. Arta modernă va trece printr-o perioadă puternică de abstractizare în care formele și culorile devin actorii principali ai operei, lunecând către arta abstractă și ulterior către curentele conceptuale. 
Arta contemporană reprezintă un amalgam de reacții și curente care inventează sau refolosesc moștenirea bogată a artei. Se pictează pop, impresionist, expresionist, se realizează lucrări de artă abstractă, performance sau orice alt tip întâlnit.

## Evenimente majore internaționale
- Bienala de la Istanbul, (Turcia)
- Bienala de la Veneția, (Italia)
- Manifesta (Europa)
- Documenta de la Kassel (Germania)
- Skulptur Projekte de la Munster, (Germania)

## Istorie

### 1950s
- Expresionism abstract
- American Figurative Expressionism
- Lyrical Abstraction

### 1960s
- Expresionism abstract
- Abstract Imagists
- Computer art
- Conceptual art
- Fluxus
- Happenings
- Hard-edge painting
- Lyrical Abstraction
- Minimalism
- Neo-Dada
- Nouveau Réalisme
- Op art
- Performance art
- Pop art
- Postminimalism
- Cinetism

### 1970s
- Arte Povera
- Ascii Art
- Bad Painting
- Body art
- Instalație (artă)
- Land Art
- Postminimalism
- Video art
- Funk art

### 1980s
- Demoscene
- Electronic art
- Graffiti
- Live art
- Mail art
- Postmodern art
- Neo-conceptual art
- Neo-expressionism
- Video installation

### 1990s
- Cyberarts
- Digital Art
- Information art
- Internet art
- Massurrealism
- Maximalism
- New media art
- Software art
- Toyism

### 2000s
- Relational art
- Street art
- Stuckism
- Superflat
- Videogame art
- VJ art
- Virtual art
- Imagine & poezie